# Dalików (Poddębice)
Pour les articles homonymes, voir Dalików.
Dalików (prononciation [daˈlikuf]) (en allemand pendant la période 1941-1945: Dallikau) est un village de la gmina de Dalików , du powiat de Poddębice, dans la voïvodie de Łódź, situé dans le centre de la Pologne.
Le village est le siège administratif (chef-lieu) de la gmina appelée gmina de Dalików.
Il se situe à environ 10 kilomètres (km) à l'est de Poddębice (siège du powiat) et 28 kilomètres au nord-ouest de Łódź (capitale de la voïvodie).
Sa population s'élevait approximativement à 410 habitants en 2006.

## Administration
De 1975 à 1998, le village était attaché administrativement à l'ancienne voïvodie de Sieradz.

Depuis 1999, il fait partie de la nouvelle voïvodie de Łódź.